# Äldre futhark
Äldre futhark (av de inledande runorna: ᚠᚢᚦᚨᚱᚲ, fuþark), även kallad 24-typiga- eller samgermanska runraden, bland flera namn, var ett germanskt skriftsystem i form av en runrad (futhark) som nyttjades för de nordgermanska och västgermanska dialekterna från första seklet efter Kristus till början av vikingatiden. Inristningar har hittats på fynd som smycken, söljor, verktyg, vapen, och även runstenar i Skandinavien.
Runraden är den äldsta kända dito och består av 24 runor indelade i tre ätter (grupper) om åtta runor i varje – Frejs ätt, Hagals ätt och Tyrs ätt – döpta efter var ätts begynnelseruna. ᚦ-runan motsvarar Þ, θ eller ð (som engelska diagrafen -th-). ᛇ-runan översätts bland annat som ï eller æ och kan ha varit en diftong eller vokal såsom ɪ. ᛉ-runan kunde nästan bara förekomma i slutet av ord och var desamma som z på urgermanska men utvecklades till /r₂/ (ett skorrande eller ”surrande” r-ljud) på urnordiska som vi inte längre har kvar i svenskan och översätts som ʀ (alternativt som versalt R). Resten av bokstäverna motsvarar runornas uttalade ljud huvudsakligen.
| Frejs ätt | Frejs ätt | Frejs ätt | Frejs ätt | Frejs ätt | Frejs ätt | Frejs ätt | Frejs ätt | Hagals ätt | Hagals ätt | Hagals ätt | Hagals ätt | Hagals ätt | Hagals ätt | Hagals ätt | Hagals ätt | Hagals ätt | Tyrs ätt | Tyrs ätt | Tyrs ätt | Tyrs ätt | Tyrs ätt | Tyrs ätt | Tyrs ätt | Tyrs ätt | Tyrs ätt |
| --------- | --------- | --------- | --------- | --------- | --------- | --------- | --------- | ---------- | ---------- | ---------- | ---------- | ---------- | ---------- | ---------- | ---------- | ---------- | -------- | -------- | -------- | -------- | -------- | -------- | -------- | -------- | -------- |
| ᚠ         | ᚢ         | ᚦ         | ᚨ         | ᚱ         | ᚲ         | ᚷ         | ᚹ         | ᛬          | ᚺ          | ᚾ          | ᛁ          | ᛃ          | ᛇ          | ᛈ          | ᛉ          | ᛊ          | ᛬        | ᛏ        | ᛒ        | ᛖ        | ᛗ        | ᛚ        | ᛜ        | ᛞ        | ᛟ        |
| f v       | u y       | þ ð       | a ã       | r         | k         | g         | w         |            | h          | n          | i          | j          | ï é        | p          | z ʀ        | s          |          | t        | b        | e ä      | m        | l        | ŋ ng     | d ð      | o å ö    |

Allteftersom de forngermanska språken utvecklades genomgick äldre futhark så småningom modernisering. De anglofrisiska språken utökade runraden periodvis med fler runor för att täcka fler ljud, vilket gav upphov till den 28-typiga anglofrisiska runraden (senare: 34-typiga anglosaxiska runraden). I Skandinavien började runraden istället förenklas under det sena 700-talet genom att minska antalet runor och låta runor representera flera ljud istället, vilket gav upphov till den 16-typiga yngre runraden. Äldre runor försvinner i Norden ganska raskt kring år 800 men det finns fynd där äldre runor brukats ihop med yngre runor, såsom Östergötlands runinskrifter 43, där även som en begreppsruna, varvid traditionell kunskap om den äldre futharken och dess namn överlevde in i vikingatiden, även om bruket var okonventionellt. Läs- och skrivkunskapen om de äldre runorna verkar ha dött ut under högmedeltiden, både i Norden och Storbritannien. Runor från den yngre nordiska uppsättningen fortsatte användas i Sverige för privatbruk fram till slutet av 1800-talet men avkodning av den äldre runraden kom inte att ske förrän 1865 när den norske akademikern Sophus Bugge tog sig an arbetet.

## Inskrifter

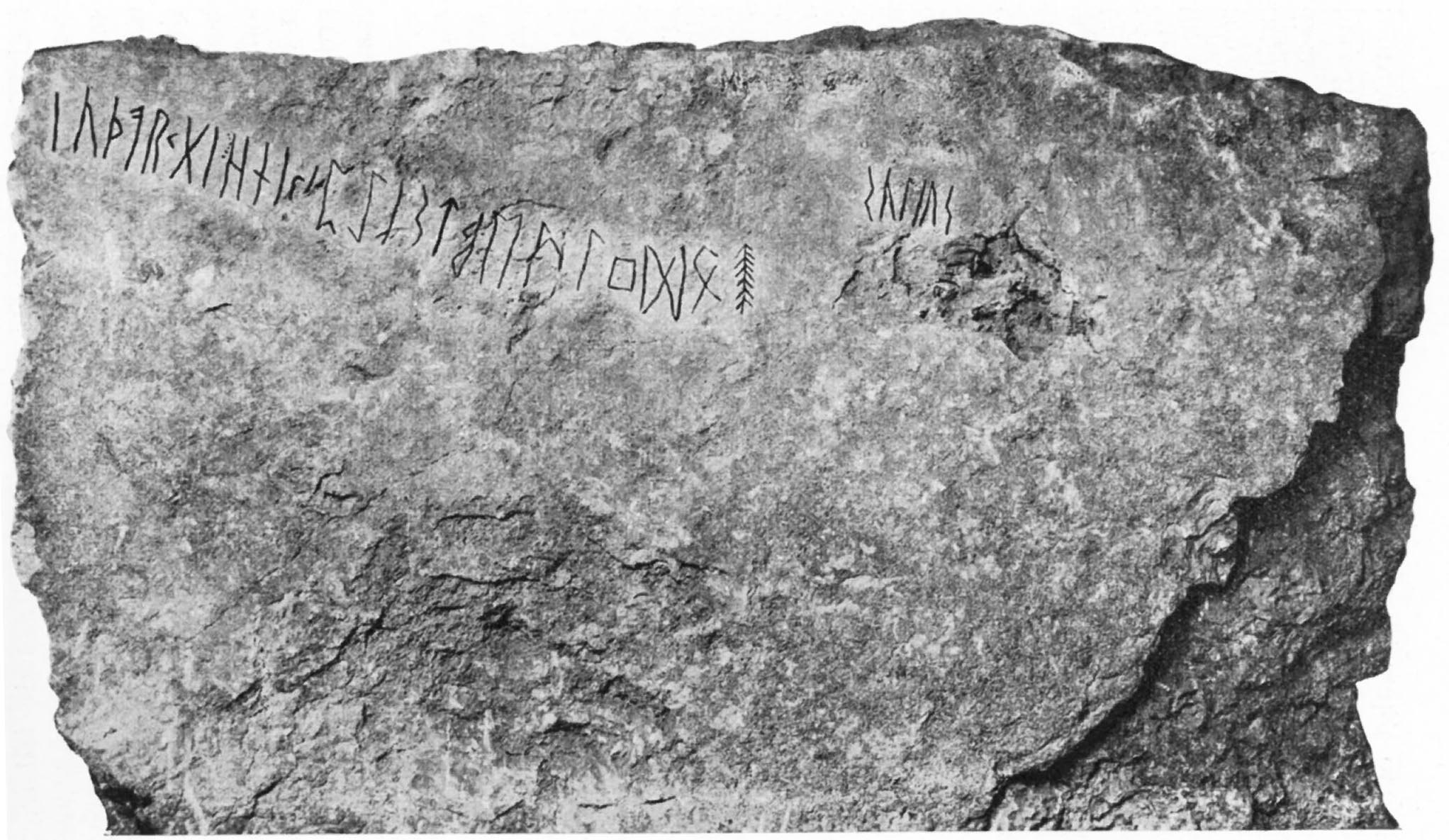
Kylverstenen, en runristad gravhäll från 400-talet med hela runraden för äldre futhark utskrivet.

Man känner till drygt 300 inskrifter som använder denna runrad, varav de flesta är från södra Skandinavien. I Sverige har man funnit i princip fullständiga urgermanska runrader på Kylverstenen från Gotland (ca. 400), Vadstenabrakteaten från Östergötland (ca. 450–550), Mariedammbrakteaten från Närke (ca. 450–550) och Grumpanbrakteaten från Västergötland (ca. 500). I Danmark finns ofullständiga runrader på Lindkærbrakteaten (400–650), Gudmebrakteaten (400–650) och eventuellt även på den odaterade Roskildebrakteaten funnen 1997. På kontinenten finns fyra kända, dock ofullständiga, återgivanden av den urgermanska runraden: Aquincumspännet i Budapest i Ungern (ca. 500), Charnayspännet i Frankrike (ca. 520–570), Brezapelaren i Bosnien (ca. 550), Beuchtespännet i Niedersachsen (ca. 560–590).
| Kylverstenens runrad:                                     |
|                                                           |
| f u þ a r k g w h n i j p e/ï R/z s t b e m l ŋ d o ?     |
| Vadstenabrakteatens runrad:                               |
|                                                           |
| f u þ a r k g w : h n i j e/ï p R/z s : t b e m l ŋ o (d) |
| Grumpanbrakteatens runrad:                                |
|                                                           |
| f u þ a r k g w : h n i j e/ï p - - : t b e m l R o d     |

Fynden är i allmänhet svårtolkade. Genom Kylverstenens och Vadstenabrakteatens runrader kunde runologerna återskapa runornas inbördes ordning och dela in runraden i ätter. På Kylverstenen är enbart [ᚠ] och [ᚹ] är delvis inristade men erkända. Vadstenabrakteaten och Mariedammbrakteaten, båda från 500-talet e.Kr., uppvisar den äldre futharken och uppdelningen i tre ätter, med positionerna av ï, p och o, d växlade jämfört med Kylverstenen. Grumpanbrakteaten uppvisar futharken och dess tre ätter som funnits på tidigare brakteater, men är delvis ofullständig.
Världens äldsta runsten hittades 2021 vid Tyrifjorden i Norge, sedermera kallad Svingerudsstenen, daterad till mellan år 1 och år 250, som inkluderade de tre första bokstäverna i den äldre futharken.

## Bildgalleri

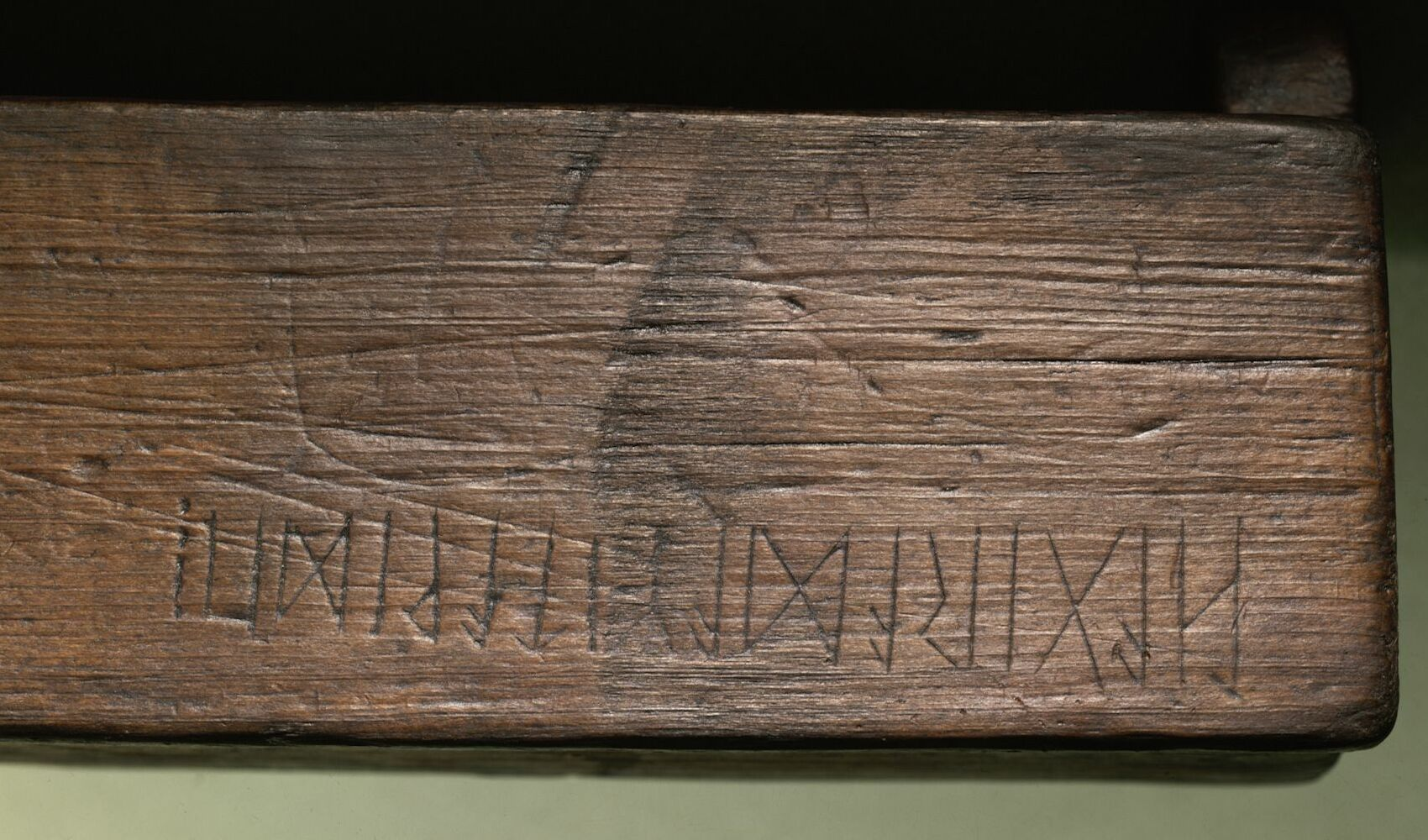
Stenmaglefyndet, en träask från Själland (ca 160–375 e.Kr.), från höger snittad med uppochnervända runinskriften ᚺᚨᚷᛁᚱᚨᛞᚨᛉᛏᚨᚹᛁᛞᛖ (Hagirādaʀitawidē, möjligen "Hagråd gjorde").
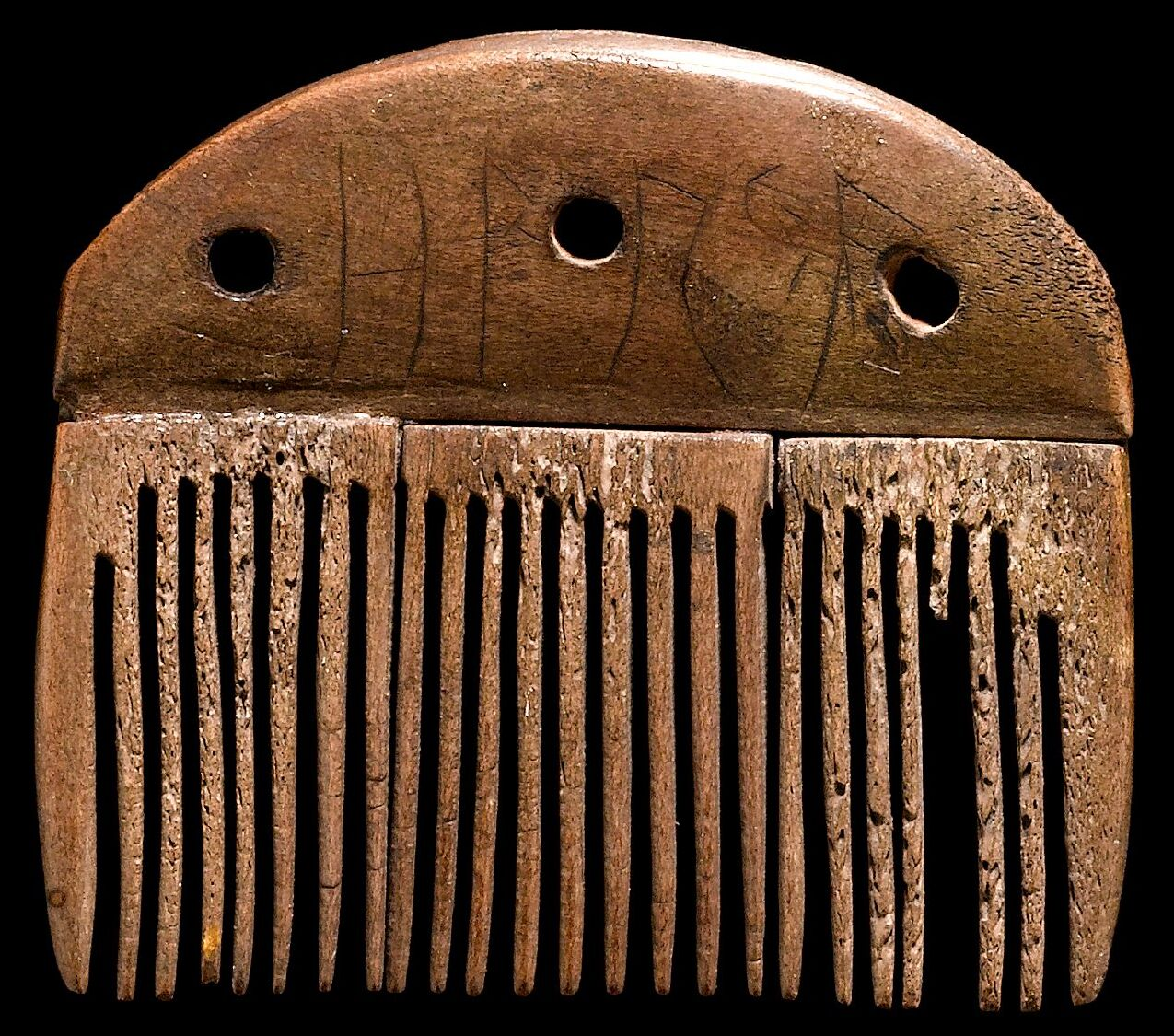
Hornkamm från danska Vimose(da) (ca 160 e.Kr.), från vänster ristad med runinskriften ᚺᚨᚱᛃᚨ (Harja, möjligen "hårje/hårförare").
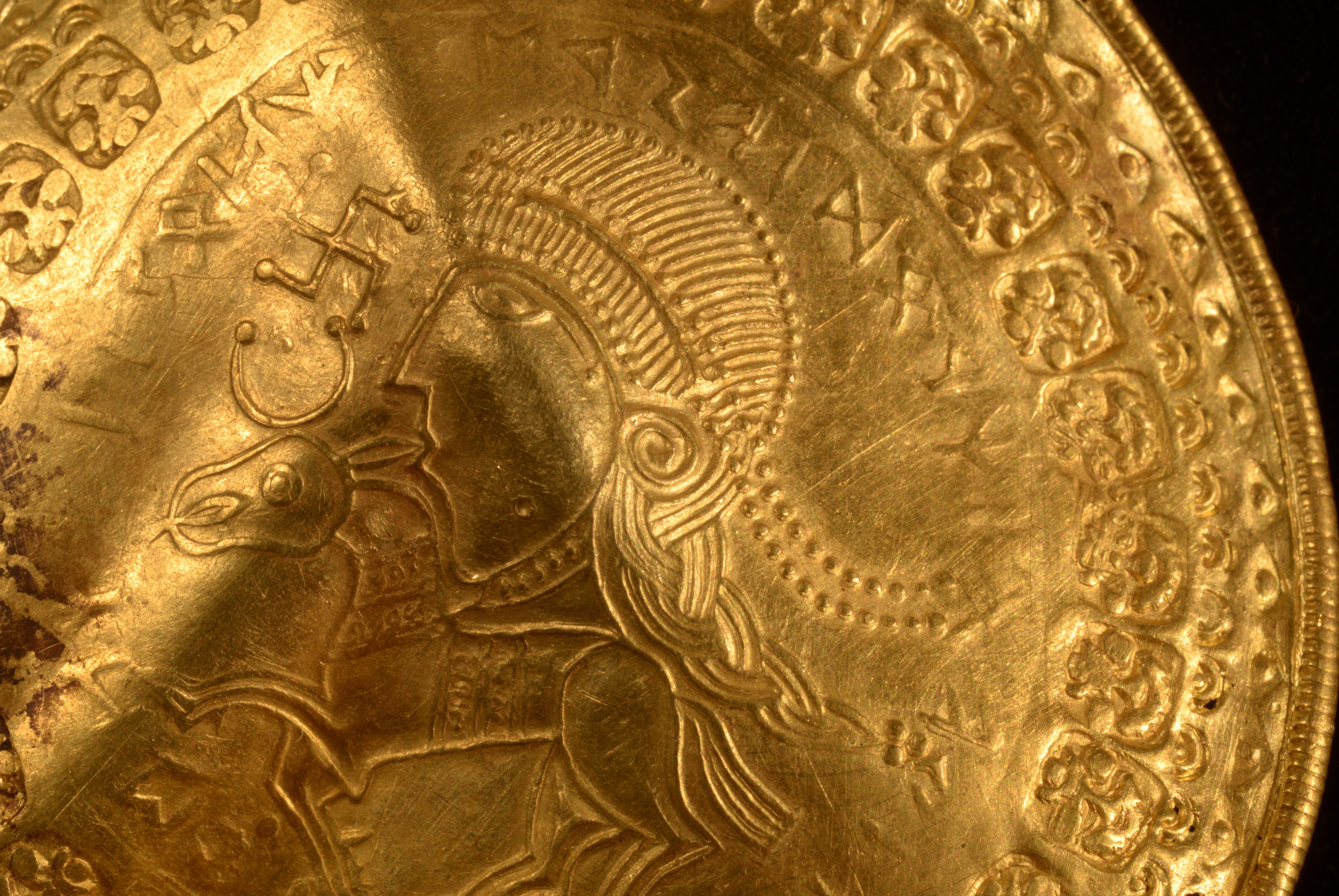
Guldmedaljong från Vindelevskatten (400-talet e.Kr.), från höger delvis ristad med runinskriften ᛉᛁᚹᛟᛞᚾᚨᛊᚹᛖ[ᚱ]ᚨᛉ (iswodnaswe[r]aʀ, möjligen "är Odens man").

## Alfabetisk tabell med ljud
| Runrad | Bokstav | Ljud                         |
| ------ | ------- | ---------------------------- |
| ᚠ      | F, V    | f, v                         |
| ᚢ      | U, Y    | u, y                         |
| ᚦ      | Þ, Ð    | Þ (th), ð (dh)               |
| ᚨ      | Ą, A    | a, ą, (nasalt) ã, (nasalt) ä |
| ᚱ      | R       | r                            |
| ᚲ      | K       | k                            |
| ᚷ      | G       | g (ȝ, gh), nk                |
| ᚹ      | W       | w                            |

| Runrad | Bokstav | Ljud         |
| ------ | ------- | ------------ |
| ᚺ      | H       | h, gh        |
| ᚾ      | N       | n            |
| ᛁ      | I       | i            |
| ᛃ      | J       | j            |
| ᛇ      | Ï, É,   | é, ï, ä (äi) |
| ᛈ      | P       | p, mp        |
| ᛉ      | Z, ʀ    | z, ʀ         |
| ᛊ      | S       | s            |

| Runrad | Bokstav       | Ljud                      |
| ------ | ------------- | ------------------------- |
| ᛏ      | T             | t, nt                     |
| ᛒ      | B             | b, mb                     |
| ᛖ      | E, Ä          | e, ä                      |
| ᛗ      | M             | m                         |
| ᛚ      | L             | l                         |
| ᛜ      | Ŋ             | ŋ (ng)                    |
| ᛞ      | D             | d, nd                     |
| ᛟ      | O, Å, Œ, Ǫ, Ö | o, ō, å, œ, ǫ, ö (au, öy) |

## Andra runrader
- Anglofrisiska runraden
- Yngre runraden
- Medeltida runalfabetet